# Eunica malvina almae
Eunica malvina almae es una subespecie de la especie de mariposas Eunica malvina de la familia Nymphalidae. La subespecie es endémica de México. El holotipo macho proviene de Río Atoyac de Álvarez, Guerrero. En la etimología, los autores de la subespecie le dedicaron a Alma Rosa Garcés Medina, bióloga mexicana.

## Descripción
La envergadura alar del macho es de 26,1-30,6 mm. Las alas anteriores y posteriores en su vista dorsal son de color café. En el ala anterior en el área subapical presenta tres manchas blancas; En la celda R5, presenta otra mancha blanca por el área postdiscal; otra en la celda M3, y otra en la celda. Ventralmente las alas anteriores presentan mismo patrón de manchas blancas, sin embargo, presenta área clara en celda discal, área basal. El ápice presenta fondo blanco con algunas escamas moradas y tres puntos negros pequeños. Las alas posteriores en su vista ventral son de color blanco en su base o fondo, con un ocelo en la celda Rs-M1, M1-M2, como también un ocelo en la celda M3-Cu1 y Cu1-Cu2. En estas celdas también presenta escamas moradas y varias líneas rojizas, como también cerca de la vena humeral, celda discal en su parte más basal, celda. En el área submarginal presenta líneas rojizas. Esta subespecie es igual en patrón de manchas en su vista ventral, a las otras dos subespecies conocidas. La diferencia con la otra subespecie es que esta presenta manchas visibles de color blanco en el ala anterior en su vista dorsal.

## Distribución
Se distribuye en México en el estado de Guerrero.

## Hábitat
Vive en bosque tropical subaducifolio con cafetal, en Atoyac de Álvarez, a los 680 m s. n. m.

## Estado de conservación
No está enlistada en la NOM-059.